# Renzo Ricci
Renzo Ricci (27 de septiembre de 1899 – 20 de octubre de 1978) fue un actor teatral y cinematográfico de nacionalidad italiana.

## Biografía
Nacido en Florencia, Italia, estuvo casado con la actriz Margherita Bagni, hija de Ambrogio Bagni e Inés Cristina (su hija, Nora Ricci, fue también una importante actriz y primera mujer de Vittorio Gassman), y con Eva Magni, con la cual formó una compañía teatral.
Ricci fue unos de los más cuidadosos precursores del teatro moderno, trabajando con fuerza en la introspección de los personajes. Formado en la Accademia dei Fidenti, inició su carrera profesional en 1915 en la célebre compañía Gramatica-Carini-Piperno. 
Siempre atento a los problemas de la moderna dirección teatral, fue dirigido por Guido Salvini (en La nave, de Gabriele d'Annunzio, que abre la época de la renovación de la dirección italiana en 1938), por Renato Simoni (en Adelchi, de Alessandro Manzoni, en 1940), y por Luchino Visconti (en la famosa Troilo y Crésida representada en el Jardín de Bóboli de Florencia en 1949). 
En 1946 propuso al joven Giorgio Strehler preparar Calígula, de Albert Camus (que presentó en estreno mundial en Ginebra, en el Teatro de la Comédie). Con Strehler, Ricci también fue, en el Piccolo Teatro di Milano, Ricardo III en 1950, Firs en El jardín de los cerezos, de Antón Chéjov (1972), y el plenipotenciario en El balcón de Jean Genet, en mayo de 1976, en la que fue su última interpretación.  
Siempre a la búsqueda de nuevas experiencias, su repertorio fue amplio y comprometido, con personajes de los más grandes autores: Shakespeare, Luigi Pirandello, George Bernard Shaw, Henrik Ibsen, Noel Coward, Sacha Guitry, Jean Anouilh, Albert Camus, Clifford Odets, Diego Fabbri, T. S. Eliot o Eugene O'Neill. De este último estrenó en Italia Largo viaje hacia la noche, obra de la cual también supervisó su dirección (con la colaboración de Virginio Puecher) en 1957.
Además de su actividad teatral y cinematográfica, Ricci también trabajó como actor de voz de modo discontinuo desde mediados de la década de 1930 hasta la de 1960.
Renzo Ricci falleció en Milán, Italia, en 1978, a causa de un cáncer de pulmón. Fue enterrado en el Cementerio delle Porte Sante, en Florencia.

## Teatro
- Romeo y Julieta (1948), de William Shakespeare, dirección de Renato Simoni, con Giorgio De Lullo y Edda Albertini, entre otros.
- Lulù (1972), de Frank Wedekind, dirección de Patrice Chéreau, con Valentina Cortese y Tino Carraro, entre otros.
- El jardín de los cerezos (1974), de Antón Chéjov, dirección de Giorgio Strehler, con Valentina Cortese y Franco Graziosi, entre otros.

## Teatro radiofónico en la  RAI
- Edipo rey, de Sófocles (1950), dirección de Orazio Costa, con Elena Da Venezia y Tino Buazzelli, entre otros.
- Letto matrimoniale, de Jan de Hartog (1953), dirección de Renzo Ricci, con Eva Magni.

## Filmografía
- Corte d'Assise, de Guido Brignone (1930)
- La Wally, de Guido Brignone (1932)
- Ninì Falpalà, de Amleto Palermi (1933)
- Aurora sul mare, de Giorgio Simonelli (1934)
- L'orizzonte dipinto, de Guido Salvini (1940)
- Turbamento, de Guido Brignone (1941)
- Nerone e Messalina, de Primo Zeglio (1953)
- Casta Diva, de Carmine Gallone (1954)
- La aventura, de Michelangelo Antonioni (1960)
- Viva l'Italia, de Roberto Rossellini (1961)
- Io, Semiramide, de Primo Zeglio (1963)
- Sandra (Vaghe stelle dell'Orsa), de Luchino Visconti (1965)
- Un'orchidea rosso sangue, de Patrice Chéreau (1975)